# Xoixons occidentals
Els xoixons occidentals comprenen nombroses tribus xoixons, que són amerindis de la Gran Conca i llurs terres van ser identificades pel Tractat de Ruby Valley de 1863. Vivien a Idaho, Nevada, Califòrnia, i Utah. Les tribus eren culturalment força relacionades amb els paiute, goshute, bannock, ute i timbishes. Lingüísticament parlen el dialecte occidental del xoixon. Altres grups de parlants xoixon són els goshute (frontera Utah-Nevada), xoixon septentrional (Idaho meridional), i xoixon oriental (oest de Wyoming).

## Tribus afiliades
Entre les tribus reconegudes federalment hi ha la tribu xoixon Duckwater, la Tribu Te-Moak de xoixons occidentals de Nevada i les seves quatre bandes constituents de Battle Mountain, Elko, Wells i South Fork, la tribu xoixon occidental yomba (vora Austin (Nevada)) els timbishes (a la regió als voltants de la Vall de la Mort) i la tribu Ely Xoixon. Altres tribus afiliades són: Tribu Paiute Xoixon Owyhee, Tribu Paiute Xoixon Bishop, Tribu Paiute-Xoixon Fallon i tribu Paiute Xoixon Lone Pine.

## Bandes
Les bandes dels xoixons rebien el seu nom o bé per la seva llar geogràfica o per la seva font primària d'alimentació.
- Kusiutta, Goshute (Gosiute), Desert i Gran Llac Salat, Utah

- Cedar Valley Goshute
- Deep Creek Goshute
- Rush Valley Goshute
- Skull Valley Goshute, Wipayutta, Weber Ute
- Toole Valley Goshute
- Trout Creek Goshute

- Kuyatikka (Kuyudikka, menjadors d'arrels), Halleck, Mary's River, Clover Valley, Smith Creek Valley, Nevada
- Mahaguadüka (menjador de llavors de Mentzelia), Ruby Valley, Nevada
- Painkwitikka (Penkwitikka, menjadors de peix), Cache Valley, Idaho i Utah
- Pasiatikka (menjadors d'herba), Deep Creek Gosiute, Deep Creek Valley, Antelope Valley
- Tipatikka (menjadors de pinyons), northernmost band
- Tsaiduka (menjadors de tule), Railroad Valley, Nevada
- Tsogwiyuyugi, Elko, Nevada
- Waitikka (menjadors d'arròs), Ione Valley, Nevada
- Watatikka (menjadors de llavors de sègol), Ruby Valley, Nevada
- Wiyimpihtikka (menjadors de baies de búfal)

## Història
Els xoixons occidentals s'han involucrat en batalles legals amb el govern federal dels Estats Units sobre els drets de llurs terres des de la presentació errònia d'una demanda en 1951 per la terra que presumptament els havia estat presa. La majoria dels estats occidentals que comprenen la Gran Conca van ser creats pels estatuts federals que feien referència que "cap part del territori indi s'inclourà en les fronteres o de la jurisdicció de qualsevol estat o territori ... sense el consentiment dels indis". Durant la Guerra Civil Estatunidenca (1861-1864) era necessari l'or de l'oest per la Unió per tal de prosseguir la guerra contra el Sud. Els Estats Units van subscriure els tractats Doty amb els xoixon. En 1863 es va signar el Tractat de Ruby Valley amb les bandes occidentals de la Nació Xoixon (18 Estatut 689-692) i va identificar els límits de les 40.000 milles quadrades de territori xoixon. Els xoixon occidentals no van consentir la inclusió de llurs propietats en les fronteres i jurisdiccions de qualsevol estat o territori. Els xoixon occidentals posseïen tots els interessos que els Estats Units van tractar de comprar per tractat de a canvi de 5.000 dòlars a l'any durant 20 anys. El tractat també va ser utilitzat per la Unió per demostrar als governs europeus i als bancs que donaven suport a la Unió que podria fer el que prometia i oferir l'or necessari per a la guerra. "El tractat està en ple vigor i efecte".
Nogensmenys els Estats Units no van fer cap pagament, ni tan sols el primer. En un esforç per tancar el cas 326-k de la Comissió de Reclamacions Índies de 1951, la Western Shoshone Claims Distribution Act de 2004 aprovada pels Estats Units per donar la impressió que s'havia fet justícia amb els indis mitjançant el pagament de 160 milions US $ a la gran tribu de Conca per a l'adquisició percebuda de 39.000 milles quadrades (100.000 km²). La reclamació 326-k va ser d'1,05 $ per acre per un total de 26.000 milions d'acres però no va constituir de fet una transferència de drets, títols i interessos des que es controlava el Tractat de Ruby Valley. Aquests fets són la base per al fracàs del Departament d'Energia dels Estats Units per demostrar la propietat del proposat cementiri de residus nuclears de la Muntanya Yucca i la retirada de la sol·licitud de llicència. En 1979 el Congrés va assignar 26 milions de dòlars per resoldre les reclamacions de terres, però les tribus van dir que volien que els EUA complissin amb el tractat de 1863 i deixessin d'envair les seves terres. El 1985 la Cort Suprema dels EUA va dictaminar en EUA v Dann que l'assignació de fons pel Congrés i l'acceptació per part del Secretari de l'Interior constitueix un "pagament", els efectes de la Secció 70 U de la Llei CCI barra per sempre altres reclamacions i el títol xoixon occidental es "presumeix de ser extingit", però les tribus han deixat els diners amb el govern. Recentment en 2004 el Congrés ha tractat de forçar la compra de terres dels xoixons occidentals, però se li han oposat la majoria dels líders tribals. Les disputes sobre terres tribals i el reconeixement internacional per les Nacions Unides de la seva lluita contra el govern dels Estats Units està documentat en la pel·lícula de 2008 American Outrage.
Els xoixons occidentals s'han relacionat amb una sèrie de qüestions que tracten de protegir la seva propietat; han demanat que es posi fi als assajos nuclears al seu territori, han presentat manaments judicials contra la mineria d'or que es traduiria en la deshidratació de la Muntanya Tenabo, Nevada. L'única opció, la primera i principal funció d'una nació sobirana dels xoixons occidentals per fer valer la immunitat sobirana completa contra els EUA demostra que els EUA no té jurisdicció sobre ells en el seu territori.
Els xoixons occidentals han emès els seus propis passaports des de 1982. En 2010 quan el cap timbisha xoixon Joe Kennedy i l'ancià xoixon occidental Carrie Dann participaren en la Conferència Mundial dels Pobles sobre el Canvi Climàtic i els Drets de la Mare Terra a Cochabamba (Bolívia), el cap Kennedy hi viatjà amb el seu passaport xoixoni occidental. Per a altres informacions, vegeu passaport iroquès.

## Notables xoixon occidentals
- Raymond Yowell, cap tradicional
- Ned Blackhawk, historiadir Te-Moak i professor a Yale
- Carrie Dann, ancià i activista pels drets de les terres
- Mary Dann, ancià i activista pels drets de les terres
- Corbin Harney, ancià i activista antinuclear
- Felix Ike, membre del Western Shoshone Claims Steering Committee
- Mary McCloud, ancià i activista
- Frank Temoak, cap tradicional
- Ian Zabarte, Principle Man for Foreign Affairs